# Der Gangsterboss von New York
Der Gangsterboss von New York, auch bekannt als Lepke, ist ein Kriminalfilm aus dem Jahr 1975 über den berüchtigten New Yorker Mobster Louis „Lepke“ Buchalter von der sogenannten Murder, Inc.

## Handlung
Der bereits in jungen Jahren mehrere Male verhaftete Louis, kehrt nach einer erneuten Entlassung aus dem Gefängnis nach Hause zurück und ist gänzlich auf sich alleine gestellt. Durch seinen Jugendfreund „Gurrah“ Shapiro erhält Louis einen Job bei dem örtlichen Bandenchef „Little Augie“ Orgen, der ihn als „Muskel“ anheuert.
Im Laufe der Zeit freundet er sich mit dem Italiener „Lucky“ Luciano an und räumt auch seinen Boss Little Augie aus dem Weg, er heiratet und wird in der Unterwelt New Yorks immer bekannter und einflussreicher.
Louis Lepke steigt in das Narkotika-Geschäft ein und baut sich über die Jahre ein blühendes Geschäft auf. Neben der Überwachung durch das FBI und dem Misstrauen seines Schwiegervaters bricht zu allem Überfluss auch noch ein Bandenkrieg aus, in dem Louis auch Lucky Luciano und somit der italienisch-amerikanischen Mafia als Gegner gegenübersteht. Bei einem späteren Treffen wird Louis von Luciano und Albert Anastasia überzeugt, sich dem FBI zu stellen, da sie einen Deal mit FBI-Direktor J. Edgar Hoover vereinbart haben. Letztlich kommt aber alles anders und er wird aufgrund der etlichen Morde, die ihm zur Last gelegt werden, zum Tode durch den Elektrischen Stuhl verurteilt.

## Hintergrund
Am 10. Februar 1975 wurde der von AmeriEuro Pictures Corp produzierte Film in den Vereinigten Staaten veröffentlicht. In Griechenland wurde der Film unter dem Titel „O kyklos tou aimatos“ und in Italien unter dem Titel „Big Boss“ bekannt.

## Kritiken
„Effektvolle Mischung aus Dokumentation und Fiction, deren kritische Ansätze oberflächlich bleiben.“